# Ной-Дуфенштедт
Ной-Дуфенштедт (нім. Neu Duvenstedt) — громада в Німеччині, розташована в землі Шлезвіг-Гольштейн. Входить до складу району Рендсбург-Екернферде. Складова частина об'єднання громад Гюттенер-Берге.
Площа — 5,71 км2. Населення становить 122 ос. (станом на 31 грудня 2020).

## Галерея

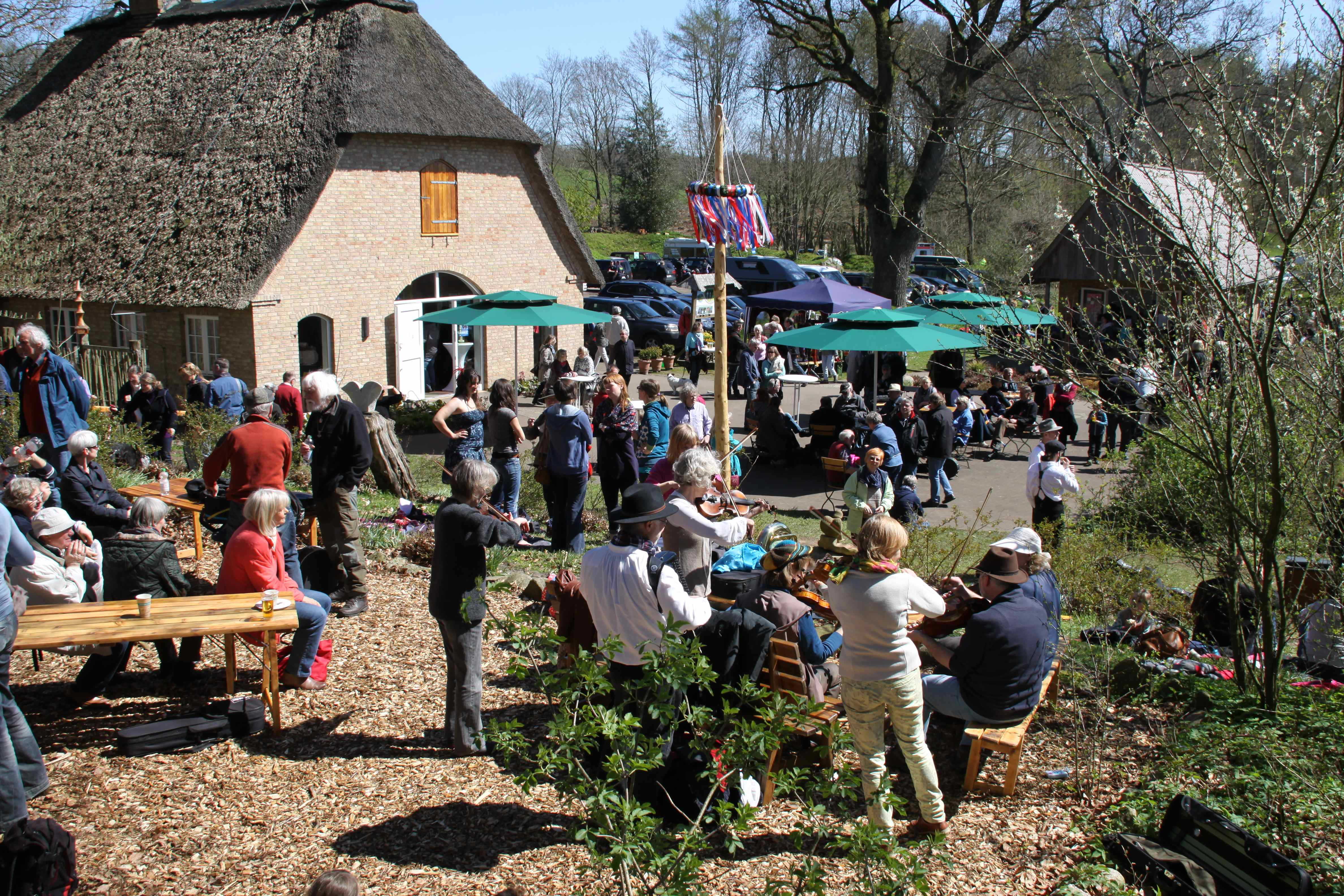